# مايكل إي غاست
كان مايكل إي غاست (بالإنجليزية: Michael E. Guest)‏ (مواليد 1957) سفير الولايات المتحدة لدى رومانيا أثناء رئاسة جورج بوش الابن. أدى غاست اليمين أمام وزير الخارجية الأمريكي كولن باول في 18 سبتمبر 2001، وتولى مهامه في 24 سبتمبر 2001. غاست مثلي الجنس علنا وقد تم الاعتراف بشريكه المثلي (وزوجه لاحقا) أليكس نيفاريز من قبل باول في مراسم أداء اليمين في غرفة الاستقبال في وزارة الخارجية. اعتبرت مجموعات حقوق المثليين أن تعيين غاست وتصريحات باول تاريخية وبأنها مؤشرات تدل على زيادة الاعتراف بموظفي وزارة الخارجية المثليين وبالشركاء المثليين. وعبرت المنظمات المحافظة اجتماعيا عن معارضتها لتعيين غاست ولمبادرة باول.

## السفير
كان غاست ضابطا في السلك الدبلوماسي منذ عام 1981، وأصبح أول رجل مثلي الجنس علنًا يتم تأكيده من قبل مجلس الشيوخ الأمريكي لشغل منصب سفير للولايات المتحدة. تلقى جيمس هورميل أول سفير مثلي الجنس تعيينا في وقت العطلة من الرئيس الأمريكي بيل كلينتون بعد أن فشل مجلس الشيوخ في تأكيد ترشيحه. أقام غاست مع نيفاريز في مقر السفارة الأمريكية في بوخارست حتى عام 2004 عندما انتهى موعد تعيينه. تم إلغاء المادة 200 من قانون العقوبات الروماني والتي كانت تجرم المظاهر العامة للمثلية الجنسية كآخر قانون معاد للمثليين في رومانيا قبل وقت قصير من وصول غاست كسفير في عام 2001.
كان غاست صريحًا ضد الفساد العام خلال فترة عمله كسفير والذي قال إنه أعاق تطور رومانيا منذ سقوط الشيوعية. كما اتسمت فترة عمله كسفير بعلاقات قوية بين الولايات المتحدة ورومانيا. وتعهدت رومانيا بإرسال قوات لدعم الجهود التي تقودها الولايات المتحدة في أفغانستان والعراق. تم قبول رومانيا أيضًا في حلف الناتو وتكثيف المفاوضات التي من شأنها أن تؤدي في النهاية إلى انضمام رومانيا إلى الاتحاد الأوروبي. قام الرئيس جورج بوش الابن بزيارة رسمية إلى بوخارست في عام 2002.
قبل مغادرة غاست رومانيا في نهاية مهامه في عام 2003 ، مُنِح غاست «وسام الخدمة المخلصة في رتبة الصليب الأكبر» من قبل الرئيس الروماني آنذاك إيون إليسكو تقديراً ل«احترافه العالي وتفانيه في مهمته ... ولإسهامه الشخصي في تعزيز الشراكة الرومانية الأمريكية». قامت فرقة العمل الوطنية للمثليين والمثليات في أبريل 2003 بمنحه جائزة القيادة وهي جائزة تكرم الأفراد الذين أحدثوا فرقًا كبيرًا في تعزيز الحقوق المتساوية للمثليين والمثليات ومزدوجي التوجه الجنسي والمتحولين جنسياً. مُنِح غاست جائزة تشارلز إي كوب جونيور للمبادرة والنجاح في تنمية التجارة من قبل وزارة الخارجية الأمريكية في عام 2004 بسبب دوره في زيادة التجارة بين الولايات المتحدة ورومانيا. كما منحته جمعية خدمة وزارة الخارجية الأمريكية جائزة كريستيان هيرتر للمعارضة البناءة في يونيو 2006 لدفاعه عن المساواة لموظفي وزارة الخارجية المثليين والمثليات.

## التقاعد
تقاعد غاست من وزارة الخارجية حيث عمل آخر مرة عميدًا لمعهد الخدمة الخارجية بالوزارة. انتقد غاست علنًا وزيرة الخارجية كوندوليزا رايز في حفل تقاعده في 20 نوفمبر 2007 في غرفة المعاهدات بشأن قضية التمييز ضد الموظفين المثليين وعلى وجه التحديد المزايا التي تم رفض منحها للشركاء المثليين موظفي الوزارة. وقال: «لقد شعرت بأنني مضطر للاختيار بين الالتزامات تجاه شريكي - من عائلتي - وخدمة بلدي. أن يُلزَم شخص باتخاذ هذا الخيار هو وصمة عار على قيادة الوزير وعار على هذه المؤسسة و بلادنا.»
ذكرت وكالة أسوشيتد برس في 5 ديسمبر 2008 أنه تم اختيار غاست كعضو في الفريق الانتقالي للرئيس المنتخب باراك أوباما في وزارة الخارجية.
شارك غاست في عام 2008 في تأسيس مجلس الإنصاف العالمي (وهو ائتلاف من منظمات الدفاع عن حقوق المثليين والمثليين الذين يسعون للحصول على دعم الولايات المتحدة لسياسات عادلة للمثليين في الخارج)، وعمل فيه مستشارًا أول.
كان غاست مؤلفًا مشاركًا لمبادئ دالاس التي تمت صياغتها في مايو 2009.
انتقد غاست في أوائل عام 2016 في حفل استقبال لمجلس الإنصاف العالمي في واشنطن العاصمة «خطاب الكراهية» المناهض للمهاجرين الذي كان يستخدمه المرشحون الجمهوريون في الحملة الانتخابية.
تم تعيين غاست في نوفمبر 2020 كعضو متطوع في فريق مراجعة الانتقال الرئاسي لجو بايدن لدعم جهود الانتقال المتعلقة بوزارة الخارجية الأمريكية.